# Andrew Eldritch
Andrew Eldritch, cuyo verdadero nombre es Andrew William Harvey Taylor, nació en la pequeña ciudad de Ely en Cambridgeshire, Inglaterra el 15 de mayo de 1959. En su juventud estudió literatura francesa y alemana en la Universidad de Oxford. En 1978 se mudó a Leeds, donde estudió mandarín en la universidad de esa ciudad. Es el líder, cantante, compositor y único miembro original de la banda The Sisters of Mercy, una banda que surgió de la escena post punk británica, transformándose en una de las bandas más importantes del rock gótico.
Eldritch también programó las pistas de la caja de ritmos de The Sisters Of Mercy, (conocida como Doktor Avalanche) y tocó la guitarra y los teclados en las grabaciones de estudio. También creó el sello discográfico Merciful Release. Además de The Sisters of Mercy, en 1986 Andrew Eldritch hizo el proyecto paralelo musical The Sisterhood (con el fin de impedir que los antiguos miembros de la banda usaran ese nombre) y que fue rápidamente abandonado a favor de continuar trabajando en The Sisters Of Mercy.
Eldritch es conocido por su profunda y distintiva voz de bajo barítono y por su ropa de cuero negro. También se le ha citado como influencia en el metal gótico por su tipo de voz.
El grupo grabó tres álbumes de estudio:
First and Last and Always (1985), Floodland (1987) y Vision Thing (1990); un recopilatorio, Some Girls Wander by Mistake (1992), y un grandes éxitos, A Slight Case of Overbombing (1993).